# Вірино (Бабаєвський район)
Вірино (вепс. Virahtan)  — сільце в Бабаєвському районі Вологодської області Росії.
Входить до складу Вепського національного сільського поселення (з 1 січня 2006 року по 13 квітня 2009 року входила до складу Куйського національного вепського сільського поселення).

## Географія
Відстань по автодорозі до районного центру Бабаєво — 138 км, до центру муніципального утворення села Тімошино по прямій — 21 км. Найближчі населені пункти — с. Марково, с. Панкратово, с. Пустошка. Станом на 2002 рік проживало 11 чоловік, з них 8 — вепси.